# Smart camera
Una Smart Camera (o telecamera intelligente)" è un sistema di visione compatto che integra entro un unico contenitore una telecamera ed un sistema di digitalizzazione ed elaborazione delle immagini, oltre a dispositivi accessori per l'interfacciamento col mondo esterno (porte di comunicazione, ingressi/uscite digitali, uscita video...).
L'ingombro e normalmente paragonabile o poco superiore a quello di una normale telecamera.
Questa architettura consente di realizzare applicazioni più compatte rispetto a soluzioni tradizionali che utilizzano elaboratori esterni (spesso dispositivi dedicati o PC) per elaborare le immagini riprese dalla telecamera.
L'impiego di microprocessori dedicati con sistemi operativi relativamente semplici ha spesso il vantaggio di una maggiore affidabilità in ambienti industriali e consente l'avviamento del sistema in frazioni di secondo.
La presenza di un processore dedicato in ogni telecamera semplifica applicazioni in cui numerose unità debbano operare indipendentemente e contemporaneamente.
Le architetture che impiegano l'uso di telecamere intelligenti vengono denominate: ad intelligenza distribuita, che si contrappongono a soluzioni tradizionali denominate ad intelligenza centralizzata.
L'impiego di telecamere intelligenti è spesso orientato ad applicazioni semplici, ma la tecnologia dei processori consente di fatto di disporre di potenze di calcolo di diverse migliaia di MIPS (fino a 1 GHz), equivalenti a PC di fascia medio alta.

## Componenti principali
Una Smart Camera comprende di norma almeno alcuni tra questi dispositivi:
- Un sensore di immagine (CCD o CMOS, matriciale o lineare, bianco/nero o a colori).
- Circuiti per la digitalizzazione dell'immagine.
- Memoria per la registrazione di una o più immagini.
- Un processore (spesso un DSP) per l'elaborazione.
- Memoria per programmi e dati di elaborazione (RAM e memoria non volatile, spesso flash).
- Interfacce di comunicazione (RS232, Ethernet, Profibus...)
- Linee di ingresso/uscita digitali, spesso optoisolate.
- Un adattatore per lenti ed obiettivi di vario tipo (spesso C o CS).
- Dispositivi integrati di illuminazione (normalmente basati su LED)
- Un'uscita video per visualizzazione di immagini e risultati di elaborazione (spesso VGA o CCIR).
- Dispositivi di interfaccia con un operatore (mouse, tastiere, schermi tattili, ...)

## Campi di applicazione
Le Smart camera sono in generale impiegate per gli stessi tipi di applicazioni in cui sono usati sistemi di visione più complessi, laddove considerazioni di ingombro, costo od affidabilità rendano impraticabile l'impiego di PC od elaboratori esterni.
Campi tipici di impiego sono:
- ispezione automatica per controllo qualità (rilevazione di difetti, mancanza di componenti...)
- misure senza contatto.
- selezione ed orientamento di pezzi.
- lettura e verifica di codici (codici a barre, data Matrix, caratteri alfanumerici - OCR o OCV- etc.).
- Ispezione di materiali continui (bobine, fili, tubi, linee di estrusione) per la rilevazione di difetti o la verifica dimensionale.
- Individuazione di posizione e rotazione di pezzi per la guida robot ed il prelievo automatico.
- Sorveglianza (rilevazione di intrusioni o della presenza di fiamme o fumo, sorveglianza di siti od eventi geologici come frane, dighe).
- Lettura targhe veicoli (intercettazione veicoli rubati, pagamento automatico nei parcheggi, prevenzione frodi e furti nei parcheggi, controllo accessi, controllo tempi di percorrenza, etc.)
- Monitoraggio del traffico (rilevazione automatica infrazioni stradali: contromano, sorpasso, sosta, lancio di oggetti da cavalcavia e viadotti, etc.)
- Riconoscimento biometrico e controllo accessi (riconoscimento facciale, di impronte digitali, dell'iride etc.)